# Franz Jonas
Franz Jonas ( [fʀanʦ ˈjoːnas] (ajuda·info); Floridsdorf, 4 de outubro de 1899 – Viena, 24 de abril de 1974) foi presidente da Áustria, de 9 de junho de 1965 a 24 de abril de 1974. Como patrono do Comitê Olímpico Austríaco, recebeu a Medalha Pierre de Coubertin em 1969, o terceiro agraciado a recebê-la.

## Vida
Ele era um tipógrafo de profissão e membro do Partido Social Democrata da Áustria. Após a Segunda Guerra Mundial, ele se envolveu na política comunal vienense e foi prefeito de Viena de 1951 a 1965. A partir de 1965, foi presidente federal e foi reeleito em 1971.
Jonas era um fervoroso defensor do Esperanto e, a partir de 1923, tornou-se um antigo instrutor da língua. Seu discurso no Congresso Mundial de Esperanto de 1970, realizado em Viena, foi proferido em Esperanto.
 

Em 1974, ele morreu no cargo, o quarto presidente consecutivo a fazê-lo.